# Галерия „Виктор Емануил II“
Вижте пояснителната страница за други значения на Виктор Емануил.
Галерия „Виктор Емануил II“ (на италиански: Galleria Vittorio Emanuele II, Галерѝя „Виторио Емануèле Секондо“) е търговски пасаж в град Милано, Северна Италия, която под формата на покрита пешеходна улица свързва Пиаца дел Дуомо с Пиаца дела Скала. Поради наличието на елегантни магазини и заведения, от откриването си тя е място за срещи на миланската буржоазия, така че е наречена „всекидневната на Милано" (на итал. Il Salotto di Milano). Построена в неоренесансов стил, тя е сред най-известните образци на европейската желязна архитектура и представлява архетипът на търговската аркада от 19 век. Наричана просто „Галерията“ („la Galleria“) от миланците, тя често се смята за един от първите примери за търговски център в света.
От 2013 г. галерията е дом предимно на луксозни магазини, продаващи висша мода. Бижута, книги и картини, както и ресторанти, кафенета, барове и хотел, Town House Galleria. Галерията е известен с това, че е дом на някои от най-старите магазини и ресторанти в Милано, като Кафене „Бифи“ (основано през 1867 г. от Паоло Бифи, сладкар на монарха), Ресторант „Савини“ и класическият „Кампарино“ в стил Ар Нуво.

## История

### Исторически контекст
Наличието на покрити пасажи в Милано, разбирани като портици, датира от средновековния град: през 13 век Бонвезин дела Рива отбелязва в своите „Чудеса на Милано“ наличието на около шестдесет портици в града, тогава наречени „покрити“. С появата първо на Сфорца, а след това и на испанското господство, портиците са постепенно разрушени, оставяйки съвсем малко оцелели, включително Коперто дей Фиджини, който обаче е разрушен за изграждането на галерията „Виктор Емануил II“. Милано е първият град на италианска територия и в Австрийската империя, който се снабдява с пасаж (Галерия „Де Кристофорис“). Това е на мода в основните европейски столици, където се строят пасажи от желязо и стъклени покриви с комерсиален характер, като например Галерии „Вивиен“ в Париж и Аркада „Бърлингтън“ в Лондон. Въпреки това Галерия „Де Кристофорис“ е изолиран случай и в продължение на тридесет години е единствената галерия в Милано: следователно при Обединението на Италия градът е без традицията на портици и покрити пасажи, които са по-характерни за градове като Торино и Болоня.

### Площад „Дуомо“ и проект за галерия
Идеята за улица, която да свързва пл. „Дуомо“ и пл. „Скала“, се появява като следствие от един от многото дебати, които се водят в Милано по онова време. Той е подклаждан през 1839 г. от Карло Катанео и касае реконструкцията на района пред Миланската катедрала, тогава по-малка и неправилна, и определена от мнозина като недостойна за градска катедрала. Движението в района също е криволичещо и сложно, тъй като се основава на тесни улици от средновековен произход и става все по-малко управляемо с увеличаването на градския трафик. Идеята тази нова улица да бъде посветена на крал Виктор Емануил II идва от една страна като следствие от ентусиазма за преоткритата независимост от Австрия, а от друга Общинският съвет се надява по този начин да получи по-лесно разрешителни за отчуждаване на сградите, необходими за работата, които тогава могат да бъдат получени с кралски указ. Първоначалните общински насоки за проекта обаче не предвиждат покрит пасаж, а обикновена улица с портик. В периода 1859 – 1860 г. са подписани трите кралски указа, които Общинският съвет очаква: един за отчуждаване на сградите, които трябва да бъдат съборени, един за събарянето на Коперто дей Фиджини и на Ребекино, които тогава заемат сегашния Пиаца дел Дуомо и които трябва да бъдат разрушени, за да придадат на площада по-благороден вид, и окончателен декрет за разрешаване на лотария, целяща набирането на средствата, необходими за изграждането на новата улица.
След като разрешителните за отчуждаването са получени, на 3 април 1860 г. Община Милано обявява конкурс за строеж на новата улица, чиито проекти ще бъдат оценени от специално създадена комисия: въпреки противоречията поради липсата на публичност за общинския конкурс, в първата покана са представени много голям брой проекти. От тях 176 са избрани от комисията и изложени в Пинакотека ди Бера : комисията не определя победител в конкурса, но преформулира по-точни указания за формите на проекта, стигайки до първата идея за покрит пасаж и обявяване на втори конкурс през февруари 1861 г. При втория проект 18 проекта достигат фазата на оценка и в този случай конкурсът няма победител. Въпреки това четири обезщетения са дадени на проектите, счетени за най-заслужили: архитектите Давиде Пирано и Паоло Урбани са споменати съответно за използването на архитектура, вдъхновена от Андреа Паладио, и за еклектичната архитектура, която смесва ломбардски и венециански форми, като и двата проекта обаче са счетени за неподходящи за създаване на обкръжаваща среда на катедралата. По-добре приети, макар и без победа, са проектите на Гаетано Мартиньони, в които той предлага галерия с гръцки кръст за свързване на двата площада, и на Джузепе Менгони, който предлага в първоначален проект улица, вдъхновена от сградите на комуната от 14 век.
Така през 1863 г. е обявен третият и последен конкурс, в който са оценени само осем проекта, три по покана на комисията и пет представени спонтанно, в който Джузепе Менгони е обявен за победител, с условието да преразгледа някои части на проекта: той първоначално е предвидил една галерия, която след това ще бъде трансформирана в действителния проект на кръстосана галерия, заедно с поредица от малки стилистични детайли, които водят до окончателните форми. Проектът също така включва изграждането на сграда с портик срещу Пиаца дел Дуомо и Кралска лоджия пред входа на галерията, комуникираща с дългия ръкав на Кралския дворец: проекти, които никога не са реализирани. Сградата с лице към катедралата е трябвало да приеме името Палат на независимостта в съответствие с мотива на Рисорджименто на галерията: през 1876 г. строителният проект за нея все още не е изоставен, така че основите ѝ вече са положени, и не е отхвърлен заедно с този на лоджията на Кралския дворец чак до смъртта на Менгони. 

### Строеж и начални години
След като договорът за строителство е възложен на английската компания City of Milan Improvements Company Limited, церемонията по полагането на първия камък от крал Виктор Емануил II се състои на 7 март 1865 г. в присъствието на много власти, включително кмета на Милано Антонио Берета, италианският премиер Алфонсо Ла Мармора и дипломати от различни страни. Работите, с изключение на триумфалната арка на входа, са завършени за по-малко от три години – период, който е последван от официалното откриване на галерията отново от краля. От друга страна, завършването на работите не се осъществява по толкова плавен начин: през 1869 г. фирмата изпълнител фалира, което принуждава Общината да поеме Галерията срещу сумата от 7,6 млн. тогавашни лири. Действителното приключване на работите е едва през 1878 г., когато са завършени входната арка и северните портици на Пиаца дел Дуомо. Джузепе Менгони обаче не успява да види официалното откриване на цялата галерия, тъй като пада от скеле по време на проверка, макар че според някои слухове се е самоубил.
Няколко години след първото си откриване галерията си спечелва прозвището „всекидневната на Милано“, превръщайки се в седалище на буржоазния живот на града, който с удоволствие посещава новите елегантни магазини и преди всичко ресторантите и кафенетата: сред тогавашните и днес все още съществуващи са Кафене „Кампари“, Кафене „Савини“ (основано като Кафе „Ньоки“) и Кафене „Бифи“. Галерията също е в центъра на технологичните иновации на времето и в първия си период тя е осветявана с газ: автоматично устройство е използвано за запалване на лампите на Осмоъгълника, състоящо се от малък локомотив, който прогресивно запалва светлините, т.нар. rattìn („мишленце“ на милански), така че наблюдаването на процедурата за автоматично запалване става почти ритуал. Този ритуал продължава до 1883 г., когато осветлението на галерията преминава към електрическо, въпреки че от вече три години Кафене „Ньоки“ използва тази нова за времето си форма на осветление.
Заедно с буржоазния социален живот Галерията събира от ранните години кипежа на политическия живот на Милано. Първата политическа демонстрация, проведена вътре, се състои на 25 септември 1867 г., когато група млади хора се събират поради ареста на Джузепе Гарибалди в Синалунга: протестът завършва с няколко малки сблъсъци между демонстрантите и полиция. Най-честата последица от това и други събития са счупените прозорци: през първите четиридесет години от дейността на галерията са счупени десетки; но най-големите щети до Втората световна война са причинени от жестока градушка, която на 13 юни 1874 г. разрушава някои от прозорците на покрива. Сред най-важните политически събития в Галерията са сблъсъците между шествието на работниците и полицията на 1 май 1890 г. и сблъсъците по време на Миланските брожения между 6 и 9 май 1898 г., кулминирали в канонадата наредена от ген. Фиоренцо Бава Бекарис срещу тълпата. 
Животът на галерията е неразривно свързан с този на Театър „Ла Скала“: освен че е привилегирована транзитна точка за посещение на театъра, галерията за няколко години се превръща в място за срещи на певци и музиканти, които се надяват да бъде ангажиран в театрите на цяла Ломбардия.

### Галерията между 20 и 21 век
След като забравя трагичните събития от Миланските брожения от края на 19 век, в началото на 20 век структурата се утвърждава още повече като център на социалния живот и на миланската музикална сцена. Също през тези години в галерията започват да се събират Филипо Томазо Маринети заедно с неговите последователи, които ще дадат живот на Футуризма. С избухването на Първата световна война покритият пасаж се превръща в политически театър на конфронтация между интервенционисти и неутралисти и неизбежно е сцена на следвоенни демонстрации, които ще доведат до раждането на Италианския съюз на борбата. С влизането на Италия във Втората световна война Галерията, както и останалата част от града, стават жертва на съюзническите бомбардировки над града. .
Галерията е сред символните паметници на Милано, които са най-засегнати от съюзническите нападения: бомбардировките на 15 и 16 август 1943 г. унищожават стъкления покрив и част от металния покрив, като по този начин повреждат вътрешните декорации. Проектите за реконструкция не започват преди 1948 г. и това е сравнително късно в сравнение с други символи на Милано, като Театър „Ла Скала“, възстановен две години по-рано. Това отчасти се дължи на многобройните дебати относно стила, към който трябва да се придържат при възстановяването на галерията. Въпреки че са направени много предложения, които искат да променят строителните материали, като преправянето на покрива от стъклоцимент и използването на камък от Виченца вместо оригиналните цветни мазилки, окончателният одобрен проект е най-верният на оригиналната структура на галерията, която следователно не е съществено модифицирана. Реставрацията на галерията завършва през 1955 г.; работите са последвани от истинско второ откриване на 7 декември – празника на светеца покровител на града, съвпадащ с деня на премиерата на Ла Скала. Други последвали значителни реставрационни работи са извършени през 1967 г. в съответствие със Стогодишнината от откриването на галерията: целта на работите са подът и неговите мозайки, закърпени набързо и леко небрежно след бомбардировките на Съюзниците.
От март 2014 г. до април 2015 г. Галерията претърпява най-задълбочената реставрация след Втората световна война с оглед на Експо 2015. Реставрацията, предшествана от задълбочени анализи преди строителната площадка, в която са проучени материалите и тяхната историческа приемственост, прави възможно връщането на мазилката на галерията в оригиналните ѝ цветове. Следва реставрация и почистване на каменните и декоративни бетонови повърхности. Реставрацията включва персонал за общо 35 000 работни часа върху 14 000 квадратни метра включени повърхности. За да се защитят търговските дейности и поради ограниченото време, реставрациите са извършени без използването на фиксирано скеле, но със самоходен портал, вдъхновен от скелето, използвано от Филипо Брунелески при изграждането на купола на Санта Мария дел Фиоре.

## Архитектура
| „ | Галерия „Виктор Емануил II“ представлява върха на еволюцията на архетипа на „пасажа“. С нея се слага край на прогресия, започнала с парижките пасажи и която бе достигнала междинен етап с Галерии „Сент Юбер“ в Брюксел. | “ |
| Johann Friedrich Geist, Le Passage: Un Type Architectural du XIX Siecle, Bruxelles, Mardaga, 1989, с. 262 | |   |

### Арки
Главната входна арка на Пиаца дел Дуомо е замислена както по структура, така и по размер, да наподобява истинска триумфална арка. Основната арка е разделена на три вертикални прегради: централната част е запазена за една основна арка, докато страничните прегради, симетрични спрямо централната, са разделени хоризонтално на два реда. Долният ред е съставен от по-малка арка, предназначено за преминаването на хора, разположена между две колони в коринтски стил, които поддържат корнизите: горният ред се повтаря с двудъгови прозорци вместо арка. Комплексът от входната арка леко се издава по отношение на сградата на северните портици, за да изпъкне. На върха, който достига височина 32 метра от земята, е изписано посвещението на галерията:
| „                               | A VITTORIO EMANUELE II. I MILANESI | “ |
| На Виктор Еманул II. Миланците. |                                    |   |

Арката на Пиаца дела Скала заема, макар и по не толкова богат начин, характеристиките на главната арка на Пиаца дел Дуомо: главната арка е оградена от два насложени хоризонтални реда, които повтарят полукръглата дъга в симетрия по отношение на вертикалната ос на арката. Проблемът с несъответствието между оста на Галерията и Пиаца дела Скала е решен чрез вмъкване на екседра от ренесансов произход на изхода на галерията. Решението е коментирано в Corriere delle Dame по следния начин:
| „                                      | На Пиаца дела Скала грандиозна арка в композитен стил дава достъп до Галерията, много умело прикривайки неизбежната непристойност на наклона на оста на Галерията спрямо нивото на Пиаца дела Скала. | “ |
| Corriere delle Dame, 23 септември 1867 | |   |

### Ръкави
Основната структура на галерията се състои от два кръстосани ръкава, от които по-големият, който свързва Пиаца дела Скала с Пиаца дел Дуомо, е дълъг 196 метра, докато по-малкият, който свързва ул. „Фосколо“ с ул. „Пелико“, е с дължина 105 метра. Вътрешните фасади, разположени на три етажа плюс мецанин, имат доста ефектна декорация в ломбардски ренесансов стил. Точно описание на декорацията на вътрешните фасади на ръкавите е дадено от Corriere delle dame:
| „                                      | Подът е терасиран с емайли и е най-елегантната творба на венециански художници. В средата на осмоъгълника четири грандиозни мозайки от Салвиати представляват редуващите се гербове на Италия и Англия. 96-те магазина, които заемат целия приземен етаж от двете страни на сградата, са обширни, елегантни и затворени с големи стъклени врати: между единия и другия вход и над мраморните основи има тънки пиластри, украсени с гипсова мазилка с много разнообразен дизайн и които се издигат до първия етаж, където минава лоджия, заобиколена от красива балюстрада, върху която са прикрепени гербовете на стоте града на Италия, около цялата сграда. Първият етаж е с големи и величествени прозорци, а над него се издига втори етаж, който е много нисък и почти напълно маскиран от балюстрадата на лоджията, което според нас представлява истински дефект, тъй като очевидно не отговаря на цялостния дизайн. Третият етаж, който би бил по-добър от втория, се издига в красиви пропорции, а неговите елегантно проектирани прозорци са осеяни с грандиозни кариатиди, които поддържат много богат корниз, от който се открояват железните арки на остъкления прозорец. | “ |
| Corriere delle dame, 23 септември 1867 | |   |

Украсата на страничния ръкав е завършена от четири полулюнета, изрисувани на вътрешните два странични входа, изобразяващи Науката от Бартоломео Джулиано, Индустрията от Анджело Пиетрасанта, Изкуството от Рафаеле Казнеди и Земеделието от Елеутерио Палиано.

### Въпросът за вътрешните стени, премахването на статуите и пода
Още през 1881 г., по повод голямото Национално изложение в Милано, се налага да се извърши мащабна реставрационна намеса по вътрешните фасади с бои и силикати. Интервенцията се налага поради голямото количество мръсотия, натрупана по вътрешните повърхности: прахът, утаен по издатините и вдлъбнатините на декорациите в голям релеф, примесен от влагата и мъглата на зимните дни, всъщност създава бързо замърсяване, улеснено от липсата на дъжд в Галерията и от качеството на използваните материали, които не позволяват периодично почистване. През 1886 г. отново възниква проблем с интериора и неговото решение е делегирано на две отделни комисии, едната назначена от кмета, а другата от Колежа на инженерите и архитектите. Предложени са различни решения, от цялостното покритие на фасадите с мрамор от Карара до покритие с керамика или мозайка до простото боядисване на мазилките. Цената на реставрацията обаче подсказва на Общината решението стените на галерията да бъдат боядисани, което е направено след различни цветни проби със специални миещи се бои. Едновременно с пребоядисването на стените и до 1895 г. се обсъжда и възможността за намаляване на декоративния апарат, който покрива вътрешните стени на галерията: след продължителни разсъждения предложението е изоставено по естетически и икономически причини: замяната на декорациите с части от мрамор всъщност е оценено като твърде скъпо, както и като неуважително към проекта на Джузепе Менгони. Следователно през 1895 г. е мазилката на плоските стени, разрушена от предишните реставрации и засегната от различни гърбици на повърхностите, е обновена и е покрита със слой мазилка, смесена с мраморен прах от Кандолия; декоративните части са боядисани в един единствен непрозрачен нюанс. Така реставрираните стени са годни за периодично измиване, решавайки проблема със зацапването. След продължителни оценки статуите, които украсяват вътрешните стени, са пожертвани и неохотно премахнати, защото са разрушени и счетени за неподходящи за боядисване.

### Осмоъгълник
В пресечната точка на ръкавите на Галерията е пространството, увенчано с купола, наречено „Осмоъгълник" (Октагон) поради формата му, получена чрез изрязване на четирите ъгъла в пресечната точка на двете ортогонални галерии.
Осмоъгълникът, чиито противоположни страни са на 36 метра една от друга, има стенни декорации с кариатиди, теламони и щукатури, както и останалата част от галерията. Първоначално има 25 гипсови статуи, изобразяващи основни фигури в италианската история, включително Данте, Леонардо, Кавур, Волта и други, създадени от водещите милански скулптори от онова време, включително Одоардо Табаки, Антонио Тантардини и Пиетро Мани. Статуите са премахнати и никога не са пренаредени, започвайки от 1891 г. поради лошите им условия за съхранение. Подът на осмоъгълника съдържа голямата централна мозайка, представляваща герба на Савойската династия и девиза ѝ FERT.
Върховете на четирите стени, получени от изрязването, са украсени с боядисан люнет, широк 15 метра в основата и с максимална височина от 7 метра, който представлява различен континент: четирима художници, вече установени в Милано, са избрани за декорацията. Америка е представена като женска фигура, заобиколена от няколко афроамериканци и индианци, и е дело на Рафаеле Казнеди, професор по живопис в Академия „Брера“. Азия, дело на Бартоломео Джулиано, е представена седнала на трон, където местни жители и други мъже с азиатски черти ѝ отдават почит с дарове. Европа, дело на Анджело Пиетрасанта, е изобразена в древни дрехи, пазена от крилат мъж, държащ лавър. И накрая Африка, дело на Елевтерио Паляно, представена в древноегипетски дрехи, оградена от лъв и мавър, който ѝ дава сноп жито.

### Покрив
Миланската галерия и нейният покрив са признати за важна препратка към архитектурата от желязо и стъкло от 19 век. Покривът се състои от четири цилиндрични свода (около 14,5 м широки и 8,5 м високи). Те са увенчани с огромен купол (около 37,5 м вътрешен диаметър и 17,10 м височина). Джорини подчерта постиженията на този купол с особено внимание към големите размери. Всяка от частите на покрива е увенчана с фенер.

Според Гайст галерията и покривът ѝ имат размери, невиждани досега от построените преди това търговски пасажи. Друга разлика с вече съществуващите пасажи е монументалният характер на покрива. В сравнение с предишни емблематични аркади, като Galerie d'Orléans и Galeries Royales Saint-Hubert, галерията е специална и поради големите отвори на сводовете и ефирния ефект на целия стъклен купол.
Конструкцията на покрива използва първични арки от ковано желязо за поддържане на остъкляването. За разлика от тях арките, построени по-рано, са по-малки и имат по-прости покриви. Същите компоненти са използвани както за носещи цели, така и за остъкляване. Освен това покривът е оборудван с невидими скоби в подпорните стени. Този сложен покрив се разглежда като единство от четири системи, които са умело съчетани чрез характерни конструктивни детайли. Тази строителна технология е създадена, за да се избегнат видимите връзки в полетата на сводовете и купола, за създаване на специален ефект на стъклените плочи и за стъклените решетки.
Изграждането на галерията е резултат от международно сътрудничество. Това се отнася преди всичко до покрива: желязото е произведено, транспортирано и монтирано от френското ателие Анри Жоре (Henry Joret). Стъклените плочи са направени от плоско оребрено стъкло от Сен Гобен (Saint-Gobain).

## Критики и наследство
От завършването си Галерията представлява модела за монументалните покрити пасажи от края на 19 век, седалището на живота на новата европейска буржоазия: иновативна в сравнение с предишните покрити пасажи, особено поради монументалността на оформлението, Галерията намира своя композиционна сила в контраста между модерния железен и стъклен покрив и дълбоко декорирана композиция, която се отнася до по-старата Ломбардска ренесансова школа:
| „             | Факт е, че не само с размера си..., но и с величието и изобилието от декоративни партитури Миланската галерия внезапно се налага над вече съществуващите „пасажи“ в Лондон, Париж и Брюксел, утвърждавайки се като прототип за дълго време несравнима в типологията на 19 век, посветена на търговията, разходките и свободното време, накратко – на ритуалите на жизненоважната нова буржоазна класа. | “ |
| Romano Jodice | |   |

Кръстовидната система, чиито рамена се срещат в остъклен купол, вдъхновена от проектите на Кристалния дворец (Crystal Palace) в Ню Йорк, е първата в историята на европейската архитектура. Всъщност, въпреки че има много европейски сгради със стъклени куполи преди Галерията „Виктор Емануил II“ (сред най-известните е куполът на Парижката фондова борса), галерията на Менгони е първата, която комбинира кръстосани и куполни стъклени инсталации. Сред най-сполучливите елементи на проекта често се посочва изборът на покрив a centina със спусната арка вместо използвания дотогава покрив със скосен наклон в пасажите.
Ако украсата ѝ се отнася явно към Ломбардския ренесанс, по-малко явно е внушението на бароковата тема за „разпадането на сводовете и куполите", търсено например с живописния илюзионизъм на стенописите. И накрая, прибягването до формата на базиликанския кръст пред катедралата, както и размерите на купола, взети от Базиликата „Свети Петър“, представляват сякаш предизвикателство на новата светска власт и на новородената Италианска държава към църковната власт.
Като цяло оценена от критиците като кулминацията на архитектурата от 19 век и възприета като пример за преустройство на древния градски център, галерията не е лишена от критики още от завършването си. Тя е критикувана като хибрид между инженерно произведение и произведение на архитектурата или затова че е изкривила непоправимо древния аспект на центъра на Милано:  : понякога критикувана за размера си, особено по време на откриването, когато центърът на Милано все още е оформен според гъста мрежа на малки пътища, които са всичко друго, но не и монументални, някои критици я сравняват с феномена на строителната спекулация. Галерия „Виктор Емануил II“ всъщност е като цяло приветствана по положителен начин по отношение на естетиката, докато най-яростните критики идват заради въздействието ѝ върху стария район около Миланската катедрала и заради вмъкването ѝ в градския контекст на времето:
| „                                                                                         | Галерията със сигурност е красива покрита улица, но нейният изход на Пиаца дела Скала изглежда случаен и неразрешен... Но още по-сериозно бе разрушаването на Пиаца дей Мерканти, за да се свърже някакси градската система с оста на площада с оста ул. Данте-Ларго „Кордузио“. | “ |
| Marco Dezzi Bardeschi, Milano: architettura, città, paesaggio, Roma, Mancosu, 2006, с. 76 | |   |

Вместо това писателят Делио Теса казва:
| „                                                          | За мен, да ви кажа, със сигурност всичко беше грешно. Грешка от деня, в който събориха Коперто дей Фиджини на Пиаца дел Дуомо, за да го заменят с Галерията, на която съжалявам, че не мога да се възхищавам. Жалката мания по гигантското – което не бива да се бърка с монументалното – тръгва оттам. | “ |
| Delio Tessa, Ore di città, Milano, Libri Scheiwiller, 1984 | |   |

Много по-неромантични критики, насочени към практичния аспект и дизайна, са изразени от Джузепе де Финети:
| „                                                                           | Изобретяването на арката на Галерията... е най-безхаберната маскировка, за която човек може да се сети... Но има и нещо повече: в своето алтиметрично разпределение кулите на площада... са разделени на етажи, различни един от друг, някои много високи, за да не са обитаеми през зимата, други ниски, за да не бъдат граждански. | “ |
| Giuseppe De Finetti, Milano: costruzione di una città, Milano, Hoepli, 2002 | |   |

В потвърждение на преценката си относно функционалността на проекта, Де Финети анализира как 85% от наемите, събирани от Общината за Галерията, идват от първите два етажа с магазини, докато анализирайки само сградата със северните портици, магазините са отговорни за 78% от приходите.
Въпреки тези критики галерията все още остава едно от най-известните произведения на европейската желязна архитектура и нейната структура е модел на вдъхновение за много други покрити пасажи и търговски галерии по света: сред най-известните примери галерията е със сигурност вдъхновен от Галерията „Умберто I“ в Неапол, чийто покрив с четири ръкава, които се пресичат, за да дадат началото на осмоъгълник, увенчан с купол, е ясна препратка към структурата на Галерията „Виктор Емануил II“.
Пространството на галерията също представлява предшественик на съвременните търговски центрове: в знак на почит към работата на Менгони има повече от двадесет елегантно оформени търговски центъра, наречени „Galleria“ в САЩ, включително The Galleria в Хюстън и Galleria Dallas в Далас, които също споделят настройката със стъклен и стоманен свод на покрития пасаж в Милано. Други модерни търговски центрове, вдъхновени от архитектурата на галерията, включват, по собствено признание на архитектите, Eaton Centre в Торонто и Kö Galerie в Дюселдорф. И накрая, сред историческата архитектура, вдъхновена от галерията, можем да се спомене Cleveland Arcade в Кливлънд, датираща от 1890 г.

### Данни
Ето някои от основните строителни данни на галерията:
- 196,6 м – дължина на галерията в най-дългия ръкав
- 105,1 m – дължина на галерията в най-късия ръкав
- 36,6 m – разстояние между противоположните страни на Осмоъгълника
- 14,5 м – ширина на ръкавите
- 47 м – височина до фенера на купола
- 39 м – диаметър на купола
- 29,2 м – височина на свода в ръкавите
- 4165 м² – вътрешна подова площ на Галерията
- 7800 м² – обща площ на стъклата, използвани за покрива
- 353 t – тегло на стоманата, използвана за покрива.

Що се отнася до строителните разходи, основните елементи (в италиански лири от онова време) могат да бъдат разделени, както следва:
- 3 558 865 лири – зидарска дейност, вкл. заплати и суровини
- 999 820 лири – доставка на железни и чугунени елементи
- 802 304 лири – доставка на камъни и мрамори
- 405 041 лири – доставка на дървен материал
- 326 404 лири – доставка и изработка на декорации от теракот, цимент и дърво
- 323 556 лири – доставка и монтаж на стъкла
- 109 983 лири – подготвителни работи на строителната площадка.

## Галерията в културата и изкуството

### Изкуство
Галерията, като привилегировано място на социалния живот на Милано и символ на модерността, е едно от любимите места за свъртане и символични места на Футуризма, който се интересува от френетичния живот на града. Сред епизодите на това движение, които може да се споменат, в допълнение към честите срещи, са арестът на Умберто Бочони, Карло Кара, Филипо Томазо Маринети, Луиджи Русоло и Уго Пиати след демонстрация в полза на Интервенционизма, пълна с хвърляне на листовки, викове и запалени австрийски знамена.
Едно от най-известните художествени представяния на галерията със сигурност е Сбиване в галерията на Умберто Бочони, което изобразява сбиване между жени на входа на галерията, по-точно пред Кафене „Кампарино“, разположено тогава срещу сегашната си позиция. Картината, макар и по-близка до стил, произлизащ от Поантилизма и Дивизионизма, предшества някои теми, които ще бъдат скъпи на Футуризма, като движението и лудостта на тълпата.
Друга известна творба е Galleria di Milano на Карло Карà, където галерията е представена директно, макар и да не е разпознава веднага: куполът ѝ и знакът на Кафене „Бифи“ са доста ясно различими на картината. И в този случай не се забелязва зрелият език на Футуризма, а известно влияние на Кубизма.
Галерията също е изобразявана на няколко пъти от Анджело Ингани сред многото картини, които представят моменти от живота и ломбардските пейзажи: в допълнение към споменатата по-рано Posa della prima pietra della galleria Vittorio Emanuele II („Полагане на първия камък на галерията Виктор Емануил II““), галерията може да бъде намерена нарисувана във Veduta di piazza Scala con neve cadente („Изглед на Пиаца Скала с падащ сняг“), където Пиаца дела Скала може да се види от 1874 г. през входната арка от вътрешността на Галерията. Галерията се появява и в много други произведения, например нейният интериор е изобразен в Ottagono della galleria Vittorio Emanuele („Октагон на Галерията „Виктор Емануил“) от Анджело Морбели, както и на множество щампи, например Входната арка на Пиаца Дуомо от Антонио Бонаморе.

### Традиции и исторически заведения и магазини
В основата на централния осмоъгълник има четири мозайки, изобразяващи гербовете на трите столици на Кралство Италия (Торино, Флоренция и Рим) и Милано. Традицията гласи, че ако човек се обърне три пъти с една пета върху тестисите на бика от герба на Торино, това ще му донесе късмет. Жестът първоначално е направен като подигравка с град Торино, чийто герб изобразява бик, а след това се разпространява просто като суеверен ритуал. Този ритуал, повтарян стотици пъти на ден главно от туристи, бързо износва образа на бика, който често трябва да се реставрира.
През 1967 г., по случай Стогодишнината на галерията, са извършени важни ремонтни работи на цялата подова настилка на покрития пасаж, тъй като тя е била закърпена набързо и без много грижи след бомбардировките на града. Мозайките на осмоъгълника също са преработени: не е известно дали от разсейване или за предотвратяване на суеверни и неприлични ритуали (момичета понякога седят на бика, имитиращи определени движения), бикът е преработен без полови органи. Във всеки случай грешката или предполагаемата грешка не нарушава сегашната широко разпространена практика.
От 2015 г. в галерията има дванадесет магазина и заведения, признати от Регион Ломбардия за исторически. Пет от тях присъстват в галерията от отварянето ѝ за публика:
- Borsalino (1883): магазин за шапки[65]
- Cadè (1926): ризи
- Caffè Biffi (1867), кафене
- Caffè Campari (1867): кафене
- Centenari (1867): художествени щампи
- Fratelli Prada (1913): облекло
- Libreria Bocca (1775): стари и съвременни книги
- Mejana (1911): прибори и ножици
- Noli (1927): артикули за пушачи
- Librerie Rizzoli (1949): книжарница на едноименното издателство
- Savini (1867): ресторант
- Vigano (1919): оптика.

Според общинската наредба както историческите, така и неисторическите заведения трябва да имат златни надписи на черен фон: Макдоналдс също трябва да спазва това изискване в годините, в които има лиценз за отваряне на ресторант за бързо хранене.

### История и описание
- Antonio Cavagna Sangiuliani, Guida tascabile della città di Milano e suoi dintorni, Milano, Serafino Muggiani e comp., 1876
- Giuseppe De Finetti, Milano: costruzione di una città, Milano, Hoepli, 2002
- Lorenzo De Stefanis, Carlo Migliavacca, L'eclettismo, Milano, Nodo libri, 1999
- Marco Dezzi Bardeschi, Milano: architettura, città, paesaggio, Roma, Mancosu, 2006
- Riccardo Di Vincenzo, Le gallerie di Milano, Milano, Hoepli, 2009
- Massimo Finazzer Flory e Silvia Paoli (a cura di), La Galleria di Milano: lo spazio e l'immagine, Milano, Skira, 2003
- Johann Friedrich Geist, Le Passage: Un Type Architectural du XIX Siecle, Bruxelles, Mardaga, 1989
- Laura Gioeni, L'affaire Mengoni: la piazza Duomo e la Galleria Vittorio Emanuele di Milano, i concorsi, la realizzazione, i restauri, Milano, Guerini, 1995
- Giuliano Gresleri (a cura di), La Galleria Vittorio Emanuele e l'Architetto Mengoni, Imola, La Mandragora, 1997
- Romano Jodice, L'architettura del ferro: l'Italia (1796 – 1914), Roma, Bulzoni, 1985
- Francesco Ogliari, Milano e la sua galleria, Pavia, Selecta, 2010
- Amerigo Restucci (a cura di), L'Ottocento, in Storia dell'architettura Italiana, vol. 1, Milano, Electa, 2005

### Изкуство и литература
- Francesco Tedeschi, Il Futurismo nelle Arti Figurative: (dalle origini divisioniste al 1916), Milano, I.S.U., 1995
- Delio Tessa, Ore di città, Milano, Libri Scheiwiller, 1984
- Mark Twain, Vagabondo in Italia, traduzione di Maria Gabriella Mori, Roma, Robin, 2003
- Giovanni Verga, Per le vie, Milano, Libreria Meravigli, 1999
- Giovanni Verga, Novelle, Milano, Feltrinelli, 2004